# Medicina hiperbàrica

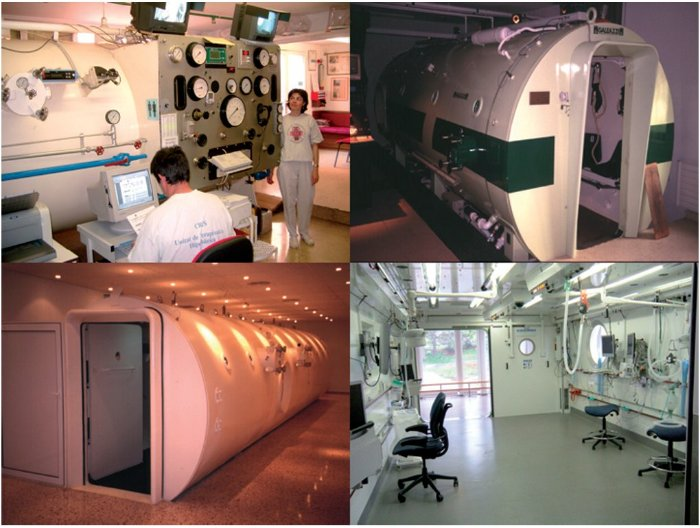
Cambra hiperbàrica multiplaça CRIS-UTH, Barcelona, Medibarox Alacant, Karolinska Estocolm.

La medicina hiperbàrica  utilitza la oxigenoteràpia hiperbàrica (OHB), utilitzant l'oxigen a pressions per sobre de la pressió atmosfèrica, especialment per sobre d'1,4 ATA (Atmosferes Absolutes).
L'equip necessari consisteix en una cambra hiperbàrica, que pot ser de construcció rígida o flexible, i un mitjà de lliurament d'oxigen al 100%. L'operació es realitza amb un programa predeterminat per personal capacitat que vigilen el pacient i pot ajustar el programa segons sigui necessari.

## Cambra hiperbàrica
La cambra hiperbàrica és un compartiment hermètic, d'acer, que permet suportar en el seu interior pressions superiors a l'atmosfèrica 

## Oxigenoteràpia hiperbàrica
Consisteix a respirar oxigen pur a una pressió superior a l'atmosfèrica, utilitzant una cambra hiperbàrica.
Amb l'oxigenoteràpia hiperbàrica, el que aconseguim respirant oxigen pur, és augmentar els nivells d'aquest en el nostre reg sanguini. Es tracta d'un oxigen que no està unit en els glòbuls vermells i amb capacitat d'arribar en parts dels teixits on en condicions normals no arriba. Per tant, aconseguirem una millor recuperació dels teixits malmesos.
Alguns dels efectes adversos de l'oxigenoteràpia hiperbàrica, que són poc freqüents, són la intoxicació aguda per oxigen i la intoxicació crònica.

## Indicacions
Inicialment la medicina hiperbàrica tractava la malaltia de descompressió. Les indicacions van augmentant a mesura que va apareixen més experiència en el seu ús i alhora, estudis que donin evidència científica als resultats obtinguts.
A causa del desconeixement i l'evolució constant d'aquesta medicina, pot existir un cert interès comercial darrere les propostes de tractaments que apareixen en webs no especialitzades. intoxicació per monòxid de carboni

### Indicaccions acceptades per ECHM (European Commitee for Hyperbaric Medicine)
·  Embòlia gasosa
·  Intoxicació per monòxid de carboni
·  Síndrome compartimental o altres isquèmies traumàtiques
·  Gangrena Gasosa 
·  Malaltia de descompressió o sín
·  Insuficiències arterials
·  Anèmia severa 
·  Abscessos intracranials
·  Infeccions de teixits tous
·  Lesions per radiació
·  Empelts
·  Pèrdua auditiva sobtada idiopàtica

### Indicacions no acceptades
Hi ha indicacions que no són acceptades per la falta d'evidències que demostrin els seus beneficis. Com per exemple:
- Autisme
- Esclerosis múltiple
- Paràlisis cerebral i facial
- Retinitis pigmentària
- Infart cardíac
- Otitis externa maligna 
- Mediastinitis post-esternotomia
- Fibromiàlgia.